# David Svenungsson
David Cornelius Svenungsson, född 9 april 1911 i Annedals församling, Göteborg,  död 30 maj 1976 i Klara församling, Stockholm, var en svensk präst och politiker (Högerpartiet). 

## Biografi
Svenungsson blev teologie kandidat 1937. Han prästvigdes samma år i Skara och blev teologie licentiat 1955. Han var pastoratsadjunkt i Borås 1937–1939, och blev därefter vice komminister och senare kyrkoadjunkt i Jakobs församling i Stockholm. År 1962 blev han kyrkoherde i Klara församling och 1966 utnämnd till prost över egen församling. År 1970 blev han kontraktsprost i domprostkontraktet.
Svenungsson blev invald till riksdagen 1956 och tog inträde som ledamot i andra kammaren från 1957. Han satt i Sveriges riksdags andra kammare 1957–1964 för Stockholms stad.

### Familj
Svenungsson var son till hemmansägaren Johan Albert Svenungsson (1865–1946) och hans hustru i andra giftet Matilda Gustava, född Ulrici (1874–1949). När David var barn flyttade familjen till släktgården Qvatroneröds Gård i Grinneröds socken, dagens Ljungskile församling.
David Svenungsson var bror till riksdagsmannen Arne Svenungsson (1914–1997) och kyrkoherden Gunnar Svenungsson samt farbror till bland andra biskopen och  överhovpredikanten Henrik Svenungsson, prosten och hovpredikanten Sven-Arne Svenungsson (1943–2005), prästen och psykoterapeuten Erland Svenungsson och prästen Ingemar Svenungsson.